# Saint-Jean-le-Centenier
Saint-Jean-le-Centenier è un comune francese di 675 abitanti situato nel dipartimento dell'Ardèche della regione dell'Alvernia-Rodano-Alpi.
Qua nacque la politica ed accademica Alice Saunier-Seité.

## Società

### Evoluzione demografica
Abitanti censiti